# Issam Boudali
Issam Boudali (en arabe : عصام بودالي), né le 22 janvier 1988 à Casablanca, est un footballeur marocain évoluant au poste d'attaquant à l'Olympique de Safi.

## Biographie
Issam Boudali naît à Casablanca et débute dans le club amateur du Ouled Saleh. Repéré par les scouts du Mouloudia d'Oujda, il rejoint le club en 2012 et y reste pendant cinq saisons.
Le 25 août 2017, il rejoint le CA Khénifra, dispute une saison avant de rejoindre le Rapide Oued Zem. Le 27 février 2019, il est sanctionné de deux matchs de suspension à la suite d'une altercation en plein match.
Le 22 juillet 2019, il signe un contrat de quatre saisons à l'Olympique de Safi. Il inscrit son premier doublé le 24 janvier 2020 contre l'Ittihad de Tanger.
Le 8 mai 2021, il inscrit un doublé en championnat contre le Renaissance Zemamra (victoire, 3-2).